# Râul Glodul Alb
Râul Glodul Alb este un curs de apă, afluent al râului Bașeu. 